# Микляев, Илья Юрьевич
Илья Юрьевич Микляев (укр. Ілля Юрійович Мікляєв; род. 1 августа 1949, Харьков) — советский врач и шахматист, мастер спорта СССР (1968).

## Биография
Воспитанник шахматного кружка Харьковского дворца пионеров (тренер А. Г. Мацкевич).
Участник 35-го чемпионата СССР (Харьков, 1967 г.; 7 из 13, 52—57 места).
Чемпион ЦС ДСО «Буревестник» (Светлогорск, 1968 г., опередил В. Щербакова по лучшему коэффициенту). В ленинградском полуфинальном турнире выполнил мастерскую норму.
В составе сборной Украинской ССР бронзовый призер Спартакиады школьников СССР (Ленинград, 1967 г.).
В составе сборной ДСО «Буревестник» победитель командного чемпионата СССР 1968 г. (9 из 11, 2-е место на 6-й доске после А. Е. Карпова, впереди Р. А. Ваганяна, О. М. Романишина, Г. Пешины, Н. С. Попова, Б. И. Нисмана, В. С. Кирпичникова, А. В. Лысенко и др.).
Участник матча молодежных команд СССР — Скандинавия (1968 г., на 1-й доске), Нови-Сад — Харьков (1969 г.), Харьков — Пловдив (1970 г.), Харьков — Ростов-на-Дону (1970 г.).
После завершения учебы отошел от шахмат.
Окончил Харьковский медицинский институт. В 1974 г. защитил диссертацию на тему «Состояние микроциркуляции и активность калликреин-кининовой системы крови у больных крупноочаговым инфарктом миокарда и его осложнениями» и получил ученую степень кандидата медицинских наук по специальности 14.00.05.
Работал кардиологом в одной из харьковских больниц.
Специалист по микроциркуляции крови и инфаркту миокарда. Является автором ряда научных работ.

## Книги
- Малая Л. Т., Микляев И. Ю., Кравчун П. Г. Микроциркуляция в кардиологии. — Харьков: Вища школа, 1977. — 231 с.
- Журавлева Е. К., Микляев И. Ю. Микроциркуляция. Указ. лит. 1950—1976. — Харьков: ХМИ, 1978. — 103 с.
- Малая Л. Т., Власенко М. А., Микляев И. Ю. Инфаркт миокарда. — М.: Медицина, 1980. — 487 с.